# Кумановска артилерийска бригада
Кумановска артилерийска бригада е комунистическа партизанска единица във Вардарска Македония, участвала в така наречената Народоосвободителна войска на Македония.
Създадена е през втората половина на 1944 година в кумановското село Степанце. Състои се от две батареи от артилерийската част на седемнадесета и осемнадесета македонски ударни бригади. Разполага с пет оръдия по 75 mm и 4 противотанкови оръдия от 45 mm. Бригадата се разделя на две батареи, които оформят един артилерийски дивизион начело на който е Трайко Костовски. Районът на действие на бригадата е селата Страцин, Младо Нагоричане, Добрача, Никуляне, Челопек, Коинце, Четирце. Води битки против немски части при Куманово, Скопие, Качаник, Гниляне, Урошевац и Прешево. На 16 декември 1944 година артилерийските единици се реорганизират и бригадата влиза в състава на първа македонска артилерийска бригада